# Campionato asiatico e oceaniano femminile di pallavolo 2023
Il campionato asiatico e oceaniano femminile di pallavolo 2023 si è svolto dal 30 agosto al 6 settembre 2023 a Nakhon Ratchasima, in Thailandia: al torneo hanno partecipato quattordici squadre nazionali asiatiche e oceaniane e la vittoria finale è andata per la terza volta alla Thailandia.

## Impianti
| |                                                                                                |  |
| |                                                                                                |  |
| Palazzetto dello sport Korat Chatchai Città: Nakhon Ratchasima Capienza: 5 000 Anno d'apertura: 2007 | Palazzetto dello sport The Mall Città: Nakhon Ratchasima Capienza: 3 000 Anno d'apertura: 2000 |  |

## Regolamento

### Formula
La formula ha previsto:
- Prima fase, disputata con gironi all'italiana: le prime due classificate di ogni girone hanno acceduto ai gironi E e F della seconda fase, mentre l'ultima classificata del girone A e B e le ultime due classificate del girone C e D hanno acceduto ai gironi G e H della seconda fase.
- Seconda fase, disputata con gironi all'italiana (conservando il risultato dello scontro diretto): le prime due classificate dei gironi E e F hanno acceduto alla fase finale per il primo posto, le ultime due classificate del girone E e F hanno acceduto alla fase finale per il quinto posto, le prime due classificate del girone G e H hanno acceduto alla fase finale per il nono posto, mentre l'ultima classificata del girone G e H ha acceduto alla finale per il tredicesimo posto.
- Fase finale, disputata con:
  - Fase finale per il primo posto, giocata con semifinali, finale per il terzo posto e finale.
  - Fase finale per il quinto posto, giocata con semifinali, finale per il settimo posto e finale per il quinto posto.
  - Fase finale per il nono posto, giocata con semifinali, finale per l'undicesimo posto e finale per il nono posto.
  - Finale per il tredicesimo posto.

### Criteri di classifica
Se il risultato finale è stato di 3-0 o 3-1 sono stati assegnati 3 punti alla squadra vincente e 0 a quella sconfitta, se il risultato finale è stato di 3-2 sono stati assegnati 2 punti alla squadra vincente e 1 a quella sconfitta.
L'ordine del posizionamento in classifica è stato definito in base a:
- Numero di partite vinte;
- Punti;
- Ratio dei set vinti/persi;
- Ratio dei punti realizzati/subiti;
- Risultati degli scontri diretti.

## Squadre partecipanti
| Squadra       | Qualificazione                              | Ultima partecipazione |
| ------------- | ------------------------------------------- | --------------------- |
| Australia     | 9ª al campionato asiatico e oceaniano 2019  | Corea del Sud 2019    |
| Cina          | 4ª al campionato asiatico e oceaniano 2019  | Corea del Sud 2019    |
| Corea del Sud | 3ª al campionato asiatico e oceaniano 2019  | Corea del Sud 2019    |
| Filippine     | Wild card (SEAVA)                           | Filippine 2017        |
| Giappone      | 1ª al campionato asiatico e oceaniano 2019  | Corea del Sud 2019    |
| Hong Kong     | 11ª al campionato asiatico e oceaniano 2019 | Corea del Sud 2019    |
| India         | 10ª al campionato asiatico e oceaniano 2019 | Corea del Sud 2019    |
| Iran          | 7ª al campionato asiatico e oceaniano 2019  | Corea del Sud 2019    |
| Kazakistan    | 5ª al campionato asiatico e oceaniano 2019  | Corea del Sud 2019    |
| Mongolia      | Wild card (EAZVA)                           | Cina 2015             |
| Taipei cinese | 6ª al campionato asiatico e oceaniano 2019  | Corea del Sud 2019    |
| Thailandia    | Paese organizzatore                         | Corea del Sud 2019    |
| Uzbekistan    | Wild card (CAVA)                            | Vietnam 2009          |
| Vietnam       | Wild card (SEAVA)                           | Filippine 2017        |

## Torneo

### Prima fase
| Girone A   | Girone B | Girone C      | Girone D   |
| ---------- | -------- | ------------- | ---------- |
| Australia  | Giappone | Corea del Sud | Cina       |
| Mongolia   | India    | Taipei cinese | Filippine  |
| Thailandia | Iran     | Uzbekistan    | Hong Kong  |
| -          | -        | Vietnam       | Kazakistan |

#### Girone A

##### Risultati
| 30 agosto 2023 Palazzetto Chatchai, Nakhon Ratchasima Durata: 1h:15 - Spettatori: 2 000    | Australia  | 0 - 3 | Thailandia | 14-25, 16-25, 22-25 |
| 31 agosto 2023 Palazzetto Chatchai, Nakhon Ratchasima Durata: 1h:22 - Spettatori: 200      | Mongolia   | 0 - 3 | Australia  | 16-25, 24-26, 14-25 |
| 1º settembre 2023 Palazzetto Chatchai, Nakhon Ratchasima Durata: 1h:04 - Spettatori: 1 800 | Thailandia | 3 - 0 | Mongolia   | 25-12, 25-7, 25-11  |

##### Classifica
| Pos. | Squadra    | Pt | G | V | P | SV | SP | Ratio | PF  | PS  | Ratio |
| ---- | ---------- | -- | - | - | - | -- | -- | ----- | --- | --- | ----- |
| 1.   | Thailandia | 6  | 2 | 2 | 0 | 6  | 0  | MAX   | 150 | 82  | 1,829 |
| 2.   | Australia  | 3  | 2 | 1 | 1 | 3  | 3  | 1,000 | 128 | 129 | 0,992 |
| 3.   | Mongolia   | 0  | 2 | 0 | 2 | 0  | 6  | 0,000 | 84  | 151 | 0,556 |

      Qualificata al girone E.
      Qualificata al girone G.

#### Girone B

##### Risultati
| 30 agosto 2023 Palazzetto Chatchai, Nakhon Ratchasima Durata: 1h:37 - Spettatori: 400    | Iran     | 0 - 3 | Giappone | 18-25, 16-25, 22-25        |
| 31 agosto 2023 Palazzetto The Mall, Nakhon Ratchasima Durata: 2h:11 - Spettatori: 300    | India    | 3 - 1 | Iran     | 22-25, 25-19, 30-28, 25-17 |
| 1º settembre 2023 Palazzetto Chatchai, Nakhon Ratchasima Durata: 1h:11 - Spettatori: 200 | Giappone | 3 - 0 | India    | 25-10, 25-16, 25-6         |

##### Classifica
| Pos. | Squadra  | Pt | G | V | P | SV | SP | Ratio | PF  | PS  | Ratio |
| ---- | -------- | -- | - | - | - | -- | -- | ----- | --- | --- | ----- |
| 1.   | Giappone | 6  | 2 | 2 | 0 | 6  | 0  | MAX   | 150 | 88  | 1,705 |
| 2.   | India    | 3  | 2 | 1 | 1 | 3  | 4  | 0,750 | 134 | 164 | 0,817 |
| 3.   | Iran     | 0  | 2 | 0 | 2 | 1  | 6  | 0,167 | 145 | 177 | 0,819 |

      Qualificata al girone F.
      Qualificata al girone H.

#### Girone C

##### Risultati
| 30 agosto 2023 Palazzetto Chatchai, Nakhon Ratchasima Durata: 2h:27 - Spettatori: 1 000  | Corea del Sud | 2 - 3 | Vietnam       | 25-22, 25-19, 23-25, 17-25, 13-15 |
| 30 agosto 2023 Palazzetto The Mall, Nakhon Ratchasima Durata: 1h:10 - Spettatori: 150    | Taipei cinese | 3 - 0 | Uzbekistan    | 25-11, 25-10, 25-18               |
| 31 agosto 2023 Palazzetto Chatchai, Nakhon Ratchasima Durata: 2h:43 - Spettatori: 200    | Corea del Sud | 3 - 2 | Taipei cinese | 25-13, 25-22, 23-25, 22-25, 15-8  |
| 31 agosto 2023 Palazzetto The Mall, Nakhon Ratchasima Durata: 1h:05 - Spettatori: 300    | Vietnam       | 3 - 0 | Uzbekistan    | 25-11, 25-12, 25-9                |
| 1º settembre 2023 Palazzetto Chatchai, Nakhon Ratchasima Durata: 1h:16 - Spettatori: 900 | Uzbekistan    | 0 - 3 | Corea del Sud | 12-25, 15-25, 12-25               |
| 1º settembre 2023 Palazzetto The Mall, Nakhon Ratchasima Durata: 1h:54 - Spettatori: 300 | Taipei cinese | 1 - 3 | Vietnam       | 18-25, 22-25, 25-18, 17-25        |

##### Classifica
| Pos. | Squadra       | Pt | G | V | P | SV | SP | Ratio | PF  | PS  | Ratio |
| ---- | ------------- | -- | - | - | - | -- | -- | ----- | --- | --- | ----- |
| 1.   | Vietnam       | 8  | 3 | 3 | 0 | 9  | 3  | 3,000 | 274 | 217 | 1,263 |
| 2.   | Corea del Sud | 6  | 3 | 2 | 1 | 8  | 5  | 1,600 | 288 | 238 | 1,210 |
| 3.   | Taipei cinese | 4  | 3 | 1 | 2 | 6  | 6  | 1,000 | 250 | 242 | 1,033 |
| 4.   | Uzbekistan    | 0  | 3 | 0 | 3 | 0  | 9  | 0,000 | 110 | 225 | 0,489 |

      Qualificata al girone E.
      Qualificata al girone G.

#### Girone D

##### Risultati
| 30 agosto 2023 Palazzetto The Mall, Nakhon Ratchasima Durata: 1h:14 - Spettatori: 150    | Hong Kong  | 0 - 3 | Cina       | 12-25, 15-25, 6-25               |
| 30 agosto 2023 Palazzetto The Mall, Nakhon Ratchasima Durata: 2h:31 - Spettatori: 150    | Kazakistan | 3 - 2 | Filippine  | 25-21, 17-25, 24-26, 27-25, 15-6 |
| 31 agosto 2023 Palazzetto The Mall, Nakhon Ratchasima Durata: 1h:27 - Spettatori: 300    | Kazakistan | 3 - 0 | Hong Kong  | 25-16, 25-23, 25-17              |
| 31 agosto 2023 Palazzetto Chatchai, Nakhon Ratchasima Durata: 1h:23 - Spettatori: 250    | Filippine  | 0 - 3 | Cina       | 15-25, 20-25, 17-25              |
| 1º settembre 2023 Palazzetto The Mall, Nakhon Ratchasima Durata: 1h:26 - Spettatori: 200 | Hong Kong  | 3 - 0 | Filippine  | 25-21, 25-21, 25-11              |
| 1º settembre 2023 Palazzetto The Mall, Nakhon Ratchasima Durata: 1h:18 - Spettatori: 250 | Cina       | 3 - 0 | Kazakistan | 25-12, 25-21, 25-10              |

##### Classifica
| Pos. | Squadra    | Pt | G | V | P | SV | SP | Ratio | PF  | PS  | Ratio |
| ---- | ---------- | -- | - | - | - | -- | -- | ----- | --- | --- | ----- |
| 1.   | Cina       | 9  | 3 | 3 | 0 | 9  | 0  | MAX   | 225 | 128 | 1,758 |
| 2.   | Kazakistan | 5  | 3 | 2 | 1 | 6  | 5  | 1,200 | 226 | 234 | 0,966 |
| 3.   | Hong Kong  | 3  | 3 | 1 | 2 | 3  | 6  | 0,500 | 164 | 203 | 0,808 |
| 4.   | Filippine  | 1  | 3 | 0 | 3 | 2  | 9  | 0,222 | 208 | 258 | 0,806 |

      Qualificata al girone F.
      Qualificata al girone H.

### Seconda fase
| Girone E      | Girone F   | Girone G      | Girone H  |
| ------------- | ---------- | ------------- | --------- |
| Australia     | Cina       | Mongolia      | Filippine |
| Corea del Sud | Giappone   | Taipei cinese | Hong Kong |
| Thailandia    | India      | Uzbekistan    | Iran      |
| Vietnam       | Kazakistan | -             | -         |

#### Girone E

##### Risultati
| 3 settembre 2023 Palazzetto Chatchai, Nakhon Ratchasima Durata: 1h:31 - Spettatori: 5 000 | Thailandia | 3 - 0 | Corea del Sud | 25-20, 25-22, 25-23        |
| 3 settembre 2023 Palazzetto Chatchai, Nakhon Ratchasima Durata: 1h:15 - Spettatori: 2 000 | Australia  | 0 - 3 | Vietnam       | 15-25, 15-25, 21-25        |
| 4 settembre 2023 Palazzetto Chatchai, Nakhon Ratchasima Durata: 1h:35 - Spettatori: 900   | Australia  | 0 - 3 | Corea del Sud | 24-26, 13-25, 14-25        |
| 4 settembre 2023 Palazzetto Chatchai, Nakhon Ratchasima Durata: 1h:54 - Spettatori: 3 000 | Thailandia | 3 - 1 | Vietnam       | 23-25, 25-14, 25–19, 25-23 |

##### Classifica
| Pos. | Squadra       | Pt | G | V | P | SV | SP | Ratio | PF  | PS  | Ratio |
| ---- | ------------- | -- | - | - | - | -- | -- | ----- | --- | --- | ----- |
| 1.   | Thailandia    | 9  | 3 | 3 | 0 | 9  | 1  | 9,000 | 248 | 198 | 1,253 |
| 2.   | Vietnam       | 5  | 3 | 2 | 1 | 7  | 5  | 1,400 | 262 | 252 | 1,040 |
| 3.   | Corea del Sud | 4  | 3 | 1 | 2 | 5  | 6  | 0,833 | 244 | 232 | 1,052 |
| 4.   | Australia     | 0  | 3 | 0 | 3 | 0  | 9  | 0,000 | 154 | 226 | 0,681 |

      Qualificata alla fase finale per il primo posto.
      Qualificata alla fase finale per il quinto posto.

#### Girone F

##### Risultati
| 3 settembre 2023 Palazzetto Chatchai, Nakhon Ratchasima Durata: 1h:09 - Spettatori: 600   | India    | 0 - 3 | Cina       | 9-25, 10-25, 12-25                |
| 3 settembre 2023 Palazzetto The Mall, Nakhon Ratchasima Durata: 1h:24 - Spettatori: 200   | Giappone | 3 - 0 | Kazakistan | 25-13, 25-20, 25-18               |
| 4 settembre 2023 Palazzetto Chatchai, Nakhon Ratchasima Durata: 2h:25 - Spettatori: 1 500 | Giappone | 2 - 3 | Cina       | 25-23, 20-25, 25-19, 24-26, 14-16 |
| 4 settembre 2023 Palazzetto The Mall, Nakhon Ratchasima Durata: 1h:17 - Spettatori: 100   | India    | 0 - 3 | Kazakistan | 17-25, 17-25, 21-25               |

##### Classifica
| Pos. | Squadra    | Pt | G | V | P | SV | SP | Ratio | PF  | PS  | Ratio |
| ---- | ---------- | -- | - | - | - | -- | -- | ----- | --- | --- | ----- |
| 1.   | Cina       | 8  | 3 | 3 | 0 | 9  | 2  | 4,500 | 259 | 182 | 1,423 |
| 2.   | Giappone   | 7  | 3 | 2 | 1 | 8  | 3  | 2,667 | 258 | 192 | 1,344 |
| 3.   | Kazakistan | 3  | 3 | 1 | 2 | 3  | 6  | 0,500 | 169 | 205 | 0,824 |
| 4.   | India      | 0  | 3 | 0 | 3 | 0  | 9  | 0,000 | 118 | 225 | 0,524 |

      Qualificata alla fase finale per il primo posto.
      Qualificata alla fase finale per il quinto posto.

#### Girone G

##### Risultati
| 3 settembre 2023 Palazzetto The Mall, Nakhon Ratchasima Durata: 1h:18 - Spettatori: 300 | Mongolia | 3 - 0 | Uzbekistan    | 25-15, 25-19, 25-16 |
| 4 settembre 2023 Palazzetto The Mall, Nakhon Ratchasima Durata: 1h:32 - Spettatori: 200 | Mongolia | 0 - 3 | Taipei cinese | 17-25, 24-26, 17-25 |

##### Classifica
| Pos. | Squadra       | Pt | G | V | P | SV | SP | Ratio | PF  | PS  | Ratio |
| ---- | ------------- | -- | - | - | - | -- | -- | ----- | --- | --- | ----- |
| 1.   | Taipei cinese | 6  | 2 | 2 | 0 | 6  | 0  | MAX   | 151 | 97  | 1,557 |
| 2.   | Mongolia      | 3  | 2 | 1 | 1 | 3  | 3  | 1,000 | 133 | 126 | 1,056 |
| 3.   | Uzbekistan    | 0  | 2 | 0 | 2 | 0  | 6  | 0,000 | 89  | 150 | 0,593 |

      Qualificata alla fase finale per il nono posto.
      Qualificata alla finale per il tredicesimo posto.

#### Girone H

##### Risultati
| 3 settembre 2023 Palazzetto The Mall, Nakhon Ratchasima Durata: 2h:43 - Spettatori: 300 | Iran | 3 - 2 | Filippine | 22-25, 25-22, 25-21, 24-26, 15-12 |
| 4 settembre 2023 Palazzetto The Mall, Nakhon Ratchasima Durata: 2h:10 - Spettatori: 150 | Iran | 3 - 2 | Hong Kong | 25-20, 19-25, 20-25, 25-5, 15-10  |

##### Classifica
| Pos. | Squadra   | Pt | G | V | P | SV | SP | Ratio | PF  | PS  | Ratio |
| ---- | --------- | -- | - | - | - | -- | -- | ----- | --- | --- | ----- |
| 1.   | Iran      | 4  | 2 | 2 | 0 | 6  | 4  | 1,500 | 215 | 191 | 1,126 |
| 2.   | Hong Kong | 4  | 2 | 1 | 1 | 5  | 3  | 1,667 | 160 | 157 | 1,019 |
| 3.   | Filippine | 1  | 2 | 0 | 2 | 2  | 6  | 0,333 | 159 | 186 | 0,855 |

      Qualificata alla fase finale per il nono posto.
      Qualificata alla finale per il tredicesimo posto.

### Fase finale

#### Finale 1º e 3º posto
|  | Semifinali | Semifinali | Semifinali |      |    | Finale          | Finale          | Finale          |  |
|  |            |            |            |      |    |                 |                 |                 |  |
|  | 1E         | Thailandia | 3          |      |    |                 |                 |                 |  |
|  | 1E         | Thailandia | 3          |      |    |                 |                 |                 |  |
|  | 2F         | Giappone   | 2          |      |    |                 |                 |                 |  |
|  | 2F         | Giappone   | 2          |      | 1E | Thailandia      | 3               |                 |  |
|  |            |            |            |      | 1E | Thailandia      | 3               |                 |  |
|  |            |            | 1F         | Cina | 2  |                 |                 |                 |  |
|  | 2E         | Vietnam    | 1F         | Cina | 2  | 0               |                 |                 |  |
|  | 2E         | Vietnam    |            |      |    | 0               |                 |                 |  |
|  | 1F         | Cina       | 3          |      |    | Finale 3º posto | Finale 3º posto | Finale 3º posto |  |
|  | 1F         | Cina       | 3          |      |    |                 |                 |                 |  |
|  |            |            |            |      |    |                 |                 |                 |  |
|  |            |            |            |      |    | 2F              | Giappone        | 3               |  |
|  |            |            |            |      |    | 2F              | Giappone        | 3               |  |
|  |            |            |            |      |    | 2E              | Vietnam         | 2               |  |

##### Semifinali
| 5 settembre 2023 Palazzetto Chatchai, Nakhon Ratchasima Durata: 1h:20 - Spettatori: 1 200 | Vietnam    | 0 - 3 | Cina     | 13-25, 12-25, 22-25               |
| 5 settembre 2023 Palazzetto Chatchai, Nakhon Ratchasima Durata: 2h:21 - Spettatori: 4 000 | Thailandia | 3 - 2 | Giappone | 25-23, 19-25, 20-25, 25-20, 15-11 |

##### Finale 3º posto
| 6 settembre 2023 Palazzetto Chatchai, Nakhon Ratchasima Durata: 2h:10 - Spettatori: 3 500 | Giappone | 3 - 2 | Vietnam | 21-25, 25-14, 25-22, 20-25, 15-11 |

##### Finale
| 6 settembre 2023 Palazzetto Chatchai, Nakhon Ratchasima Durata: 2h:30 - Spettatori: 5 000 | Thailandia | 3 - 2 | Cina | 25-21, 25-27, 25-19, 20-25, 16-14 |

#### Finale 5º e 7º posto
|  | Semifinali | Semifinali    | Semifinali |            |    | Finale 5º posto | Finale 5º posto | Finale 5º posto |  |
|  |            |               |            |            |    |                 |                 |                 |  |
|  | 3E         | Corea del Sud | 3          |            |    |                 |                 |                 |  |
|  | 3E         | Corea del Sud | 3          |            |    |                 |                 |                 |  |
|  | 4F         | India         | 0          |            |    |                 |                 |                 |  |
|  | 4F         | India         | 0          |            | 3E | Corea del Sud   | 0               |                 |  |
|  |            |               |            |            | 3E | Corea del Sud   | 0               |                 |  |
|  |            |               | 3F         | Kazakistan | 3  |                 |                 |                 |  |
|  | 4E         | Australia     | 3F         | Kazakistan | 3  | 2               |                 |                 |  |
|  | 4E         | Australia     |            |            |    | 2               |                 |                 |  |
|  | 3F         | Kazakistan    | 3          |            |    | Finale 7º posto | Finale 7º posto | Finale 7º posto |  |
|  | 3F         | Kazakistan    | 3          |            |    |                 |                 |                 |  |
|  |            |               |            |            |    |                 |                 |                 |  |
|  |            |               |            |            |    | 4F              | India           | 3               |  |
|  |            |               |            |            |    | 4F              | India           | 3               |  |
|  |            |               |            |            |    | 4E              | Australia       | 2               |  |

##### Semifinali
| 5 settembre 2023 Palazzetto Chatchai, Nakhon Ratchasima Durata: 2h:11 - Spettatori: 300 | Australia     | 2 - 3 | Kazakistan | 16-25, 25-21, 25-19, 15-25, 12-15 |
| 5 settembre 2023 Palazzetto The Mall, Nakhon Ratchasima Durata: 1h:20 - Spettatori: 150 | Corea del Sud | 3 - 0 | India      | 25-21, 25-18, 25-20               |

##### Finale 7º posto
| 6 settembre 2023 Palazzetto The Mall, Nakhon Ratchasima Durata: 2h:26 - Spettatori: 200 | Australia | 2 - 3 | India | 25-21, 26-28, 23-25, 25-20, 10-15 |

##### Finale 5º posto
| 6 settembre 2023 Palazzetto Chatchai, Nakhon Ratchasima Durata: 1h:38 - Spettatori: 1 500 | Kazakistan | 3 - 0 | Corea del Sud | 26-24, 25-23, 25-23 |

#### Finale 9º e 11º posto
|  | Semifinali | Semifinali    | Semifinali |      |    | Finale 9º posto  | Finale 9º posto  | Finale 9º posto  |  |
|  |            |               |            |      |    |                  |                  |                  |  |
|  | 1G         | Taipei cinese | 3          |      |    |                  |                  |                  |  |
|  | 1G         | Taipei cinese | 3          |      |    |                  |                  |                  |  |
|  | 2H         | Hong Kong     | 0          |      |    |                  |                  |                  |  |
|  | 2H         | Hong Kong     | 0          |      | 1G | Taipei cinese    | 3                |                  |  |
|  |            |               |            |      | 1G | Taipei cinese    | 3                |                  |  |
|  |            |               | 1H         | Iran | 0  |                  |                  |                  |  |
|  | 2G         | Mongolia      | 1H         | Iran | 0  | 0                |                  |                  |  |
|  | 2G         | Mongolia      |            |      |    | 0                |                  |                  |  |
|  | 1H         | Iran          | 3          |      |    | Finale 11º posto | Finale 11º posto | Finale 11º posto |  |
|  | 1H         | Iran          | 3          |      |    |                  |                  |                  |  |
|  |            |               |            |      |    |                  |                  |                  |  |
|  |            |               |            |      |    | 2H               | Hong Kong        | 3                |  |
|  |            |               |            |      |    | 2H               | Hong Kong        | 3                |  |
|  |            |               |            |      |    | 2G               | Mongolia         | 2                |  |

##### Semifinali
| 5 settembre 2023 Palazzetto The Mall, Nakhon Ratchasima Durata: 1h:22 - Spettatori: 150 | Taipei cinese | 3 - 0 | Hong Kong | 25-11, 25-20, 25-19 |
| 5 settembre 2023 Palazzetto The Mall, Nakhon Ratchasima Durata: 1h:16 - Spettatori: 100 | Mongolia      | 0 - 3 | Iran      | 18-25, 12-25, 20-25 |

##### Finale 11º posto
| 6 settembre 2023 Palazzetto The Mall, Nakhon Ratchasima Durata: 2h:18 - Spettatori: 300 | Hong Kong | 3 - 2 | Mongolia | 25-19, 16-25, 25-27, 25-20, 15-7 |

##### Finale 9º posto
| 6 settembre 2023 Palazzetto The Mall, Nakhon Ratchasima Durata: 1h:30 - Spettatori: 200 | Iran | 0 - 3 | Taipei cinese | 14-25, 19-25, 24-26 |

#### Finale 13º posto
| 5 settembre 2023 Palazzetto Chatchai, Nakhon Ratchasima Durata: 1h:26 - Spettatori: 200 | Uzbekistan | 0 - 3 | Filippine | 20-25, 17-25, 23-25 |

## Classifica finale
| Pos | Squadra       | Rosa |
| --- | ------------- | --- |
|     | Thailandia    | Formazione: 1 Srithong, 2 Pannoy, 3 Guedpard, 5 Nuekjang, 12 Bamrungsuk, 16 Kokram, 17 Janthawisut, 18 Kongyot, 19 Moksri, 20 Pairoj, 21 Sooksod, 23 Manakij, 29 Thanapan, 99 Bundasak, CT: Sriwatcharamethakul                                          |
|     | Cina          | Formazione: 1 Duan, 2 Wang Y.z., 3 Yu, 4 Xu J.n., 5 Wu M.j., 7 Zhong, 8 Xu X.t., 9 Wu X.y, 10 Wang W.h., 11 Zhou, 12 Miao, 15 Liu, 16 Cao, 19 Yang, CT: Yong                                                                                             |
|     | Giappone      | Formazione: 1 Aoyagi, 2 Shimamura, 3 Satō, 4 Kojima, 5 Yokota, 6 Oba, 7 Osanai, 8 Ogawa, 9 Iwasawa, 10 Nakagawa, 11 Nishikawa, 12 Nonaka, 15 Nakagawa, 17 Momii, CT: Kaneko                                                                              |
| 4.  | Vietnam       | Formazione: 1 Thị Thanh Liên, 3 Thị Thanh Thúy, 8 Thị Nguyệt Anh, 9 Thị Bích Thủy, 11 Thị Kiều Trinh, 12 Khánh Đang, 14 Thị Kim Thoa, 15 Thị Trinh, 16 Thị Như Quỳnh, 17 Thị Xuân, 18 Thị Hiền, 19 Thị Lâm Oanh, 20 Tú Linh, 22 Thị Luyến, CT: Tuấn Kiệt |
| 5.  | Kazakistan    | Formazione: 2 Jarlagassova, 4 Syroyeshkina, 6 Nigmatulina, 7 Yakimova, 9 Chumak, 12 Strukova, 14 Nikolayeva, 15 Beket, 16 Nikitina, 18 Anikonova, 21 Sagimbayeva, 27 Smirnova, 29 Belova, 99 Kozhanberdina, CT: Anikonov                                 |
| 6.  | Corea del Sud | Formazione: 2 Lee J.a., 5 Kim D.i., 6 Park E.j., 7 Kim J.w., 8 Kim Y.y., 12 Moon, 13 Park J.a., 14 Lee D.h., 15 Lee S.w., 17 Jung H.y., 19 Pyo, 23 Kwon, 28 Lee H.b., 97 Kang, CT: Hernández                                                             |
| 7.  | India         | Formazione: 1 Kovat Shaji, 3 Sebastian, 4 Abraham, 5 Anagha, 7 Soorya, 8 Ghosh, 9 Rajendran Nair Sindhu, 12 Saravanan, 13 Nirmala, 15 Narikunnil Salikumar, 16 Dhanam Palanivel, 19 Das, CT: Mahadev Patil                                               |
| 8.  | Australia     | Formazione: 1 Maland, 2 Heintzelman, 3 Stevens, 6 Weiler, 8 Inskip, 9 Burton, 10 Reeks, 11 Dodd, 12 Cox, 13 Carey, 15 Jones, 16 White, 22 Redgen, CT: Hannan                                                                                             |
| 9.  | Taipei cinese | Formazione: 1 Lai, 2 Chang, 5 Wu, 6 Chiu, 7 Lin S.h., 9 Kan, 10 Hsu, 11 Lin C.j., 12 Liao, 13 Huang, 14 Lin C.y., 15 Hung, 16 Chen T.y., 19 Hu, CT: Chen Y.a.                                                                                            |
| 10. | Iran          | Formazione: 2 Deris Mahmoudi, 4 Bagherpour, 5 Moshtaghi Khouzani, 7 Ashofteh, 8 Jini, 9 Saeidi, 10 Karimi, 12 Hashemi Seyedeh, 13 Shirtani, 15 Khalili, 17 Enayat Fini, 18 Rezaei, 19 Karimi, 20 Fallah Kordkheili, CT: Rashidi                          |
| 11. | Hong Kong     | Formazione: 1 Cheung, 7 Yeung, 8 Chim, 11 Pang, 14 Yee, 15 Yu, 17 Chow, 19 To, 22 Koo, 30 Yim, 44 Lam, 45 Ho, 77 Lee, 86 Ngá Chí Kwan, CT: Chuen |
| 12. | Mongolia      | Formazione: 1 Gan-Ochir, 2 Purevsuren, 3 Gantogtokh, 4 E. Ganbold, 5 Dashdavaa, 8 Naranbaatar, 9 Lkhagwadorj, 11 T. Ganbold, 13 Enkhbold, 14 Sansarbold, 19 Namshir, 23 Bayarchuluun, 24 Idermunkh, CT: Batdorj                                          |
| 13. | Filippine     | Formazione: 1 Bombita, 2 Denura, 3 Pono, 4 Belen, 5 Jardio, 6 Alinsug, 8 Pangilinan, 12 Solomon, 13 Lamina, 16 Panique, 17 Maaya, 18 Toring, 21 Escanlar, 24 Ytang, CT: Edson                                                                            |
| 14. | Uzbekistan    | Formazione: 1 Askarova, 2 Tusupulatova, 3 Ruzimova, 4 Sativoldieva, 5 Jamolova, 6 Rakhmonova, 7 Boymirzaeva, 8 Olimova, 9 Djoldasbaeva, 10 Abdurakhmonova, 11 Abdullaeva, 12 Khasanova, CT: Kazakov                                                      |

|  |  |  | Qualificata al campionato mondiale 2025. |

## Premi individuali
| Premio                 | Nome              | Squadra    |
| ---------------------- | ----------------- | ---------- |
| MVP                    | Chatchu-on Moksri | Thailandia |
| Miglior palleggiatrice | Pornpun Guedpard  | Thailandia |
| Miglior opposto        | Zhou Yetong       | Cina       |
| Miglior schiacciatrice | Yuki Nishikawa    | Giappone   |
| Miglior schiacciatrice | Wu Mengjie        | Cina       |
| Miglior centrale       | Thatdao Nuekjang  | Thailandia |
| Miglior centrale       | Yang Hanyu        | Cina       |
| Miglior libero         | Manami Kojima     | Giappone   |